# سفارت اوکراین در کانبرا
سفارت اوکراین در کانبرا (به انگلیسی: Embassy of Ukraine) یک منطقهٔ مسکونی و نمایندگی سیاسی این کشور در استرالیا است که در کانبرا واقع شده‌است.